# A través de Flandes 2022
L'A través de Flandes 2022 va ser la 76a edició de l'A través de Flandes. Es disputà el 30 de març de 2022 sobre un recorregut de 183,9 km amb sortida a Roeselare i arribada a Waregem. La cursa formava part de l'UCI World Tour 2022 amb una categoria 1.UWT.
El vencedor final fou el neerlandès Mathieu van der Poel (Alpecin-Fenix) que s'imposà fàcilment en l'esprint final. Tiesj Benoot (Team Jumbo-Visma) i Tom Pidcock (Ineos Grenadiers) completaren el podi.

## Equips participants
En aquesta edició hi van prendre part els divuit equips UCI WorldTeams i set equips continentals professionals que foren convidats a prendre-hi part, per completar un gran grup de 25 equips:
| WorldTeams (18)- AG2R Citroën Team - Astana Qazaqstan Team - Bahrain Victorious - Bora-Hansgrohe - Cofidis - EF Education-EasyPost - Groupama-FDJ - Ineos Grenadiers - Intermarché-Wanty-Gobert Matériaux - Israel-Premier Tech - Jumbo-Visma - Lotto-Soudal - Movistar Team - Quick-Step Alpha Vinyl - BikeExchange-Jayco - Team DSM - Trek-Segafredo - UAE Team Emirates ProTeams (7)- Alpecin-Fenix - Arkéa-Samsic - B&B Hotels-KTM - Bingoal Pauwels Sauces WB - TotalEnergies - Sport Vlaanderen-Baloise - Uno-X Pro Cycling Team |
| |

## Classificació final
| \| Classificació general \| Classificació general \| Classificació general \| Classificació general \| Classificació general \| \| Corredor \| Corredor \| Equip \| Temps \| \| \| --------------------- \| --------------------- \| --------------------- \| --------------------- \| --------------------- \| \| 1r \| Mathieu van der Poel \| Alpecin-Fenix \| 4h 05' 39" \| \| \| 2n \| Tiesj Benoot \| Jumbo-Visma \| + 1" \| \| \| 3r \| Thomas Pidcock \| Ineos Grenadiers \| + 5" \| \| \| 4t \| Victor Campenaerts \| Lotto-Soudal \| + 5" \| \| \| 5è \| Nils Politt \| Bora-Hansgrohe \| + 5" \| \| \| 6è \| Stefan Küng \| Groupama-FDJ \| + 5" \| \| \| 7è \| Kelland O'Brien \| BikeExchange-Jayco \| + 5" \| \| \| 8è \| Ben Turner \| Ineos Grenadiers \| + 12" \| \| \| 9è \| Jan Tratnik \| Bahrain Victorious \| + 2' 08" \| \| \| 10è \| Tadej Pogačar \| UAE Team Emirates \| + 2' 08" \| \| |                      |                    |            |
| |                      |                    |            |
| Font: ProCyclingStats |                      |                    |            |
| Classificació general |                      |                    |            |
| Corredor | Corredor             | Equip              | Temps      |
| 1r | Mathieu van der Poel | Alpecin-Fenix      | 4h 05' 39" |
| 2n | Tiesj Benoot         | Jumbo-Visma        | + 1"       |
| 3r | Thomas Pidcock       | Ineos Grenadiers   | + 5"       |
| 4t | Victor Campenaerts   | Lotto-Soudal       | + 5"       |
| 5è | Nils Politt          | Bora-Hansgrohe     | + 5"       |
| 6è | Stefan Küng          | Groupama-FDJ       | + 5"       |
| 7è | Kelland O'Brien      | BikeExchange-Jayco | + 5"       |
| 8è | Ben Turner           | Ineos Grenadiers   | + 12"      |
| 9è | Jan Tratnik          | Bahrain Victorious | + 2' 08"   |
| 10è | Tadej Pogačar        | UAE Team Emirates  | + 2' 08"   |

## Llista de participants
| Ineos Grenadiers IGD | Ineos Grenadiers IGD   | Ineos Grenadiers IGD |
| -------------------- | ---------------------- | -------------------- |
| Núm                  | Ciclista               | Pos                  |
| 1                    | Dylan van Baarle (NED) | 71è                  |
| 2                    | Thomas Pidcock (GBR)   | 3r                   |
| 3                    | Kim Heiduk (GER)       | DNF                  |
| 4                    | Magnus Sheffield (USA) | 15è                  |
| 5                    | Ben Swift (GBR) (ruta) | 98è                  |
| 6                    | Ben Turner (GBR)       | 8è                   |
| 7                    | Elia Viviani (ITA)     | 104è                 |

| UAE Team Emirates UAD | UAE Team Emirates UAD      | UAE Team Emirates UAD |
| --------------------- | -------------------------- | --------------------- |
| Núm                   | Ciclista                   | Pos                   |
| 11                    | Tadej Pogačar (SLO)        | 10è                   |
| 12                    | Alexys Brunel (FRA)        | 94è                   |
| 13                    | Mikkel Bjerg (DEN)         | DNF                   |
| 14                    | Vegard Stake Laengen (NOR) | 57è                   |
| 15                    | Oliviero Troia (ITA)       | DNF                   |
| 16                    | Rui Oliveira (POR)         | 87è                   |
| 17                    | Matteo Trentin (ITA)       | 30è                   |

| Quick-Step Alpha Vinyl QST | Quick-Step Alpha Vinyl QST | Quick-Step Alpha Vinyl QST |
| -------------------------- | -------------------------- | -------------------------- |
| Núm                        | Ciclista                   | Pos                        |
| 21                         | Yves Lampaert (BEL)        | 27è                        |
| 22                         | Stijn Steels (BEL)         | 92è                        |
| 23                         | Tim Declercq (BEL)         | 89è                        |
| 24                         | Fabio Jakobsen (NED)       | DNF                        |
| 25                         | Jannik Steimle (GER)       | 14è                        |
| 26                         | Zdeněk Štybar (CZE)        | 61è                        |
| 27                         | Bert Van Lerberghe (BEL)   | 66è                        |

| AG2R Citroën Team ACT | AG2R Citroën Team ACT   | AG2R Citroën Team ACT |
| --------------------- | ----------------------- | --------------------- |
| Núm                   | Ciclista                | Pos                   |
| 31                    | Greg Van Avermaet (BEL) | 16è                   |
| 32                    | Oliver Naesen (BEL)     | DNF                   |
| 33                    | Lawrence Naesen (BEL)   | DNF                   |
| 34                    | Gijs Van Hoecke (BEL)   | DNF                   |
| 35                    | Antoine Raugel (FRA)    | DNF                   |
| 36                    | Bob Jungels (LUX)       | 70è                   |
| 37                    | Stan Dewulf (BEL)       | 46è                   |

| Jumbo-Visma TJV | Jumbo-Visma TJV          | Jumbo-Visma TJV |
| --------------- | ------------------------ | --------------- |
| Núm             | Ciclista                 | Pos             |
| 41              | Tiesj Benoot (BEL)       | 2n              |
| 42              | David Dekker (NED)       | DNF             |
| 43              | Pascal Eenkhoorn (NED)   | 22è             |
| 44              | Timo Roosen (NED) (ruta) | 106è            |
| 45              | Mike Teunissen (NED)     | 28è             |
| 46              | Olav Kooij (NED)         | 100è            |
| 47              | Mick van Dijke (NED)     | 105è            |

| Alpecin-Fenix AFC | Alpecin-Fenix AFC          | Alpecin-Fenix AFC |
| ----------------- | -------------------------- | ----------------- |
| Núm               | Ciclista                   | Pos               |
| 51                | Mathieu van der Poel (NED) | 1r                |
| 52                | Jasper Philipsen (BEL)     | 29è               |
| 53                | Dries De Bondt (BEL)       | 43è               |
| 54                | Gianni Vermeersch (BEL)    | 26è               |
| 55                | Michael Gogl (AUT)         | DNF               |
| 56                | Tobias Bayer (AUT)         | DNF               |
| 57                | Julien Vermote (BEL)       | DNF               |

| Trek-Segafredo TFS | Trek-Segafredo TFS        | Trek-Segafredo TFS |
| ------------------ | ------------------------- | ------------------ |
| Núm                | Ciclista                  | Pos                |
| 61                 | Mads Pedersen (DEN)       | 69è                |
| 62                 | Daan Hoole (NED)          | 95è                |
| 63                 | Toms Skujiņš (LAT) (ruta) | DNF                |
| 64                 | Alex Kirsch (LUX)         | DNF                |
| 65                 | Quinn Simmons (USA)       | DNF                |
| 66                 | Edward Theuns (BEL)       | 54è                |
| 67                 | Otto Vergaerde (BEL)      | 68è                |

| Lotto-Soudal LTS | Lotto-Soudal LTS         | Lotto-Soudal LTS |
| ---------------- | ------------------------ | ---------------- |
| Núm              | Ciclista                 | Pos              |
| 71               | Victor Campenaerts (BEL) | 4t               |
| 72               | Cedric Beullens (BEL)    | 77è              |
| 73               | Florian Vermeersch (BEL) | 99è              |
| 74               | Arnaud De Lie (BEL)      | DNF              |
| 75               | Brent Van Moer (BEL)     | 51è              |
| 76               | Frederik Frison (BEL)    | DNF              |
| 77               | Tim Wellens (BEL)        | 37è              |

| Astana Qazaqstan Team AST | Astana Qazaqstan Team AST     | Astana Qazaqstan Team AST |
| ------------------------- | ----------------------------- | ------------------------- |
| Núm                       | Ciclista                      | Pos                       |
| 81                        | Gianni Moscon (ITA)           | DNF                       |
| 82                        | Manuele Boaro (ITA)           | 82è                       |
| 83                        | Leonardo Basso (ITA)          | DNF                       |
| 84                        | Yevgeniy Fedorov (KAZ) (ruta) | 84è                       |
| 85                        | Michele Gazzoli (ITA)         | DNF                       |
| 86                        | Davide Martinelli (ITA)       | DNF                       |
| 87                        | Artiom Zakhàrov (KAZ)         | 81è                       |

| Bahrain Victorious TBV | Bahrain Victorious TBV  | Bahrain Victorious TBV |
| ---------------------- | ----------------------- | ---------------------- |
| Núm                    | Ciclista                | Pos                    |
| 91                     | Heinrich Haussler (AUS) | 108è                   |
| 92                     | Jan Tratnik (SLO)       | 9è                     |
| 93                     | Filip Maciejuk (POL)    | 60è                    |
| 94                     | Jonathan Milan (ITA)    | NP                     |
| 95                     | Yukiya Arashiro (JPN)   | 59è                    |
| 96                     | Jasha Sütterlin (GER)   | 45è                    |
| 97                     | Fred Wright (GBR)       | 25è                    |

| Bora-Hansgrohe BOH | Bora-Hansgrohe BOH       | Bora-Hansgrohe BOH |
| ------------------ | ------------------------ | ------------------ |
| Núm                | Ciclista                 | Pos                |
| 101                | Sam Bennett (IRL)        | DNF                |
| 102                | Marco Haller (AUT)       | DNF                |
| 103                | Jonas Koch (GER)         | 63è                |
| 104                | Ryan Mullen (IRL) (ruta) | 91è                |
| 105                | Nils Politt (GER)        | 5è                 |
| 106                | Lukas Pöstlberger (AUT)  | DNF                |
| 107                | Danny van Poppel (NED)   | 33è                |

| Cofidis COF | Cofidis COF             | Cofidis COF |
| ----------- | ----------------------- | ----------- |
| Núm         | Ciclista                | Pos         |
| 111         | Bryan Coquard (FRA)     | 23è         |
| 112         | Piet Allegaert (BEL)    | 32è         |
| 114         | Wesley Kreder (NED)     | 55è         |
| 115         | Kenneth Vanbilsen (BEL) | 39è         |
| 116         | Jelle Wallays (BEL)     | DNF         |
| 117         | André Carvalho (POR)    | 62è         |

| EF Education-EasyPost EFE | EF Education-EasyPost EFE      | EF Education-EasyPost EFE |
| ------------------------- | ------------------------------ | ------------------------- |
| Núm                       | Ciclista                       | Pos                       |
| 121                       | Alberto Bettiol (ITA)          | DNF                       |
| 122                       | Stefan Bissegger (SUI)         | DNF                       |
| 123                       | Michael Valgren Andersen (DEN) | 73è                       |
| 124                       | Marijn van den Berg (NED)      | 90è                       |
| 125                       | Sebastian Langeveld (NED)      | 97è                       |
| 126                       | Jonas Rutsch (GER)             | 50è                       |
| 127                       | Thomas Scully (NZL)            | 102è                      |

| Groupama-FDJ GFC | Groupama-FDJ GFC           | Groupama-FDJ GFC |
| ---------------- | -------------------------- | ---------------- |
| Núm              | Ciclista                   | Pos              |
| 131              | Stefan Küng (SUI)          | 6è               |
| 132              | Lewis Askey (GBR)          | 40è              |
| 133              | Valentin Madouas (FRA)     | 11è              |
| 134              | Kevin Geniets (LUX) (ruta) | 67è              |
| 135              | Olivier Le Gac (FRA)       | 18è              |
| 136              | Fabian Lienhard (SUI)      | 53è              |
| 137              | Tobias Ludvigsson (SWE)    | DNF              |

| Intermarché-Wanty-Gobert Matériaux IWG | Intermarché-Wanty-Gobert Matériaux IWG | Intermarché-Wanty-Gobert Matériaux IWG |
| -------------------------------------- | -------------------------------------- | -------------------------------------- |
| Núm                                    | Ciclista                               | Pos                                    |
| 141                                    | Alexander Kristoff (NOR)               | 31è                                    |
| 142                                    | Aimé De Gendt (BEL)                    | 58è                                    |
| 143                                    | Julius Johansen (DEN)                  | 75è                                    |
| 144                                    | Andrea Pasqualon (ITA)                 | 12è                                    |
| 145                                    | Adrien Petit (FRA)                     | DNF                                    |
| 146                                    | Taco van der Hoorn (NED)               | DNF                                    |
| 147                                    | Kévin Van Melsen (BEL)                 | DNF                                    |

| Israel-Premier Tech IPT | Israel-Premier Tech IPT       | Israel-Premier Tech IPT |
| ----------------------- | ----------------------------- | ----------------------- |
| Núm                     | Ciclista                      | Pos                     |
| 151                     | Sep Vanmarcke (BEL)           | 101è                    |
| 152                     | Jenthe Biermans (BEL)         | NP                      |
| 153                     | Hugo Houle (CAN)              | 42è                     |
| 154                     | Taj Jones (AUS)               | DNF                     |
| 155                     | Guillaume Boivin (CAN) (ruta) | NP                      |

| Movistar Team MOV | Movistar Team MOV                 | Movistar Team MOV |
| ----------------- | --------------------------------- | ----------------- |
| Núm               | Ciclista                          | Pos               |
| 161               | Iván García Cortina (ESP)         | 34è               |
| 162               | Iñigo Elosegui (ESP)              | DNF               |
| 163               | Imanol Erviti Ollo (ESP)          | DNF               |
| 164               | Alexander Aranburu Deba (ESP)     | 85è               |
| 165               | Johan Jacobs (SUI)                | 24è               |
| 166               | Mathias Norsgaard Jørgensen (DEN) | 80è               |
| 167               | Max Kanter (GER)                  | DNF               |

| BikeExchange-Jayco BEX | BikeExchange-Jayco BEX    | BikeExchange-Jayco BEX |
| ---------------------- | ------------------------- | ---------------------- |
| Núm                    | Ciclista                  | Pos                    |
| 171                    | Dylan Groenewegen (NED)   | 107è                   |
| 172                    | Alexander Edmondson (AUS) | DNF                    |
| 173                    | Campbell Stewart (NZL)    | DNF                    |
| 174                    | Alexander Konychev (ITA)  | DNF                    |
| 175                    | Luka Mezgec (SLO)         | 36è                    |
| 176                    | Luke Durbridge (AUS)      | 64è                    |
| 177                    | Kelland O'Brien (AUS)     | 7è                     |

| Team DSM DSM | Team DSM DSM               | Team DSM DSM |
| ------------ | -------------------------- | ------------ |
| Núm          | Ciclista                   | Pos          |
| 181          | John Degenkolb (GER)       | 38è          |
| 182          | Kevin Vermaerke (USA)      | 93è          |
| 183          | Alberto Dainese (ITA)      | 103è         |
| 184          | Søren Kragh Andersen (DEN) | 17è          |
| 185          | Niklas Märkl (GER)         | DNF          |
| 186          | Joris Nieuwenhuis (NED)    | 48è          |
| 187          | Cees Bol (NED)             | DNF          |

| Arkéa-Samsic ARK | Arkéa-Samsic ARK       | Arkéa-Samsic ARK |
| ---------------- | ---------------------- | ---------------- |
| Núm              | Ciclista               | Pos              |
| 191              | Amaury Capiot (BEL)    | 13è              |
| 193              | Matis Louvel (FRA)     | 19è              |
| 194              | Christophe Noppe (BEL) | 86è              |
| 195              | Markus Pajur (EST)     | 83è              |
| 196              | Clément Russo (FRA)    | 35è              |
| 197              | Connor Swift (GBR)     | 56è              |

| TotalEnergies TEN | TotalEnergies TEN          | TotalEnergies TEN |
| ----------------- | -------------------------- | ----------------- |
| Núm               | Ciclista                   | Pos               |
| 201               | Edvald Boasson Hagen (NOR) | 52è               |
| 202               | Maciej Bodnar (POL)        | DNF               |
| 203               | Daniel Oss (ITA)           | 65è               |
| 204               | Geoffrey Soupe (FRA)       | DNF               |
| 205               | Niki Terpstra (NED)        | 21è               |
| 206               | Anthony Turgis (FRA)       | 72è               |
| 207               | Dries Van Gestel (BEL)     | DNF               |

| B&B Hotels-KTM BBK | B&B Hotels-KTM BBK     | B&B Hotels-KTM BBK |
| ------------------ | ---------------------- | ------------------ |
| Núm                | Ciclista               | Pos                |
| 211                | Jens Debusschere (BEL) | DNF                |
| 212                | Luca Mozzato (ITA)     | 44è                |
| 213                | Alexis Gougeard (FRA)  | 20è                |
| 214                | Julien Morice (FRA)    | 88è                |
| 215                | Victor Koretzky (FRA)  | 41è                |
| 216                | Jérémy Lecroq (FRA)    | DNF                |
| 217                | Jordi Warlop (BEL)     | DNF                |

| Sport Vlaanderen-Baloise SVB | Sport Vlaanderen-Baloise SVB | Sport Vlaanderen-Baloise SVB |
| ---------------------------- | ---------------------------- | ---------------------------- |
| Núm                          | Ciclista                     | Pos                          |
| 221                          | Alex Colman (BEL)            | DNF                          |
| 222                          | Gilles De Wilde (BEL)        | DNF                          |
| 223                          | Milan Fretin (BEL)           | DNF                          |
| 224                          | Jens Reynders (BEL)          | 78è                          |
| 225                          | Aaron Van Poucke (BEL)       | DNF                          |
| 226                          | Ward Vanhoof (BEL)           | 49è                          |
| 227                          | Aaron Verwilst (BEL)         | 74è                          |

| Bingoal Pauwels Sauces WB BWB | Bingoal Pauwels Sauces WB BWB | Bingoal Pauwels Sauces WB BWB |
| ----------------------------- | ----------------------------- | ----------------------------- |
| Núm                           | Ciclista                      | Pos                           |
| 231                           | Arjen Livyns (BEL)            | 47è                           |
| 232                           | Stanisław Aniołkowski (POL)   | DNF                           |
| 233                           | Mathijs Paasschens (NED)      | 76è                           |
| 234                           | Timothy Dupont (BEL)          | DNF                           |
| 235                           | Laurenz Rex (BEL)             | DNF                           |
| 236                           | Ludovic Robeet (BEL)          | DNF                           |
| 237                           | Attilio Viviani (ITA)         | DNF                           |

| Uno-X Pro Cycling Team UXT | Uno-X Pro Cycling Team UXT   | Uno-X Pro Cycling Team UXT |
| -------------------------- | ---------------------------- | -------------------------- |
| Núm                        | Ciclista                     | Pos                        |
| 241                        | Kristoffer Halvorsen (NOR)   | DNF                        |
| 242                        | William Blume Levy (DEN)     | DNF                        |
| 243                        | Tord Gudmestad (NOR)         | DNF                        |
| 244                        | Erik Nordsæter Resell (NOR)  | 79è                        |
| 245                        | Martin Bugge Urianstad (NOR) | DNF                        |
| 246                        | Anders Skaarseth (NOR)       | 96è                        |
| 247                        | Søren Wærenskjold (NOR)      | NP                         |

| Ineos Grenadiers IGD | Ineos Grenadiers IGD   | Ineos Grenadiers IGD |
| -------------------- | ---------------------- | -------------------- |
| Núm                  | Ciclista               | Pos                  |
| 1                    | Dylan van Baarle (NED) | 71è                  |
| 2                    | Thomas Pidcock (GBR)   | 3r                   |
| 3                    | Kim Heiduk (GER)       | DNF                  |
| 4                    | Magnus Sheffield (USA) | 15è                  |
| 5                    | Ben Swift (GBR) (ruta) | 98è                  |
| 6                    | Ben Turner (GBR)       | 8è                   |
| 7                    | Elia Viviani (ITA)     | 104è                 |

| UAE Team Emirates UAD | UAE Team Emirates UAD      | UAE Team Emirates UAD |
| --------------------- | -------------------------- | --------------------- |
| Núm                   | Ciclista                   | Pos                   |
| 11                    | Tadej Pogačar (SLO)        | 10è                   |
| 12                    | Alexys Brunel (FRA)        | 94è                   |
| 13                    | Mikkel Bjerg (DEN)         | DNF                   |
| 14                    | Vegard Stake Laengen (NOR) | 57è                   |
| 15                    | Oliviero Troia (ITA)       | DNF                   |
| 16                    | Rui Oliveira (POR)         | 87è                   |
| 17                    | Matteo Trentin (ITA)       | 30è                   |

| Quick-Step Alpha Vinyl QST | Quick-Step Alpha Vinyl QST | Quick-Step Alpha Vinyl QST |
| -------------------------- | -------------------------- | -------------------------- |
| Núm                        | Ciclista                   | Pos                        |
| 21                         | Yves Lampaert (BEL)        | 27è                        |
| 22                         | Stijn Steels (BEL)         | 92è                        |
| 23                         | Tim Declercq (BEL)         | 89è                        |
| 24                         | Fabio Jakobsen (NED)       | DNF                        |
| 25                         | Jannik Steimle (GER)       | 14è                        |
| 26                         | Zdeněk Štybar (CZE)        | 61è                        |
| 27                         | Bert Van Lerberghe (BEL)   | 66è                        |

| AG2R Citroën Team ACT | AG2R Citroën Team ACT   | AG2R Citroën Team ACT |
| --------------------- | ----------------------- | --------------------- |
| Núm                   | Ciclista                | Pos                   |
| 31                    | Greg Van Avermaet (BEL) | 16è                   |
| 32                    | Oliver Naesen (BEL)     | DNF                   |
| 33                    | Lawrence Naesen (BEL)   | DNF                   |
| 34                    | Gijs Van Hoecke (BEL)   | DNF                   |
| 35                    | Antoine Raugel (FRA)    | DNF                   |
| 36                    | Bob Jungels (LUX)       | 70è                   |
| 37                    | Stan Dewulf (BEL)       | 46è                   |

| Jumbo-Visma TJV | Jumbo-Visma TJV          | Jumbo-Visma TJV |
| --------------- | ------------------------ | --------------- |
| Núm             | Ciclista                 | Pos             |
| 41              | Tiesj Benoot (BEL)       | 2n              |
| 42              | David Dekker (NED)       | DNF             |
| 43              | Pascal Eenkhoorn (NED)   | 22è             |
| 44              | Timo Roosen (NED) (ruta) | 106è            |
| 45              | Mike Teunissen (NED)     | 28è             |
| 46              | Olav Kooij (NED)         | 100è            |
| 47              | Mick van Dijke (NED)     | 105è            |

| Alpecin-Fenix AFC | Alpecin-Fenix AFC          | Alpecin-Fenix AFC |
| ----------------- | -------------------------- | ----------------- |
| Núm               | Ciclista                   | Pos               |
| 51                | Mathieu van der Poel (NED) | 1r                |
| 52                | Jasper Philipsen (BEL)     | 29è               |
| 53                | Dries De Bondt (BEL)       | 43è               |
| 54                | Gianni Vermeersch (BEL)    | 26è               |
| 55                | Michael Gogl (AUT)         | DNF               |
| 56                | Tobias Bayer (AUT)         | DNF               |
| 57                | Julien Vermote (BEL)       | DNF               |

| Trek-Segafredo TFS | Trek-Segafredo TFS        | Trek-Segafredo TFS |
| ------------------ | ------------------------- | ------------------ |
| Núm                | Ciclista                  | Pos                |
| 61                 | Mads Pedersen (DEN)       | 69è                |
| 62                 | Daan Hoole (NED)          | 95è                |
| 63                 | Toms Skujiņš (LAT) (ruta) | DNF                |
| 64                 | Alex Kirsch (LUX)         | DNF                |
| 65                 | Quinn Simmons (USA)       | DNF                |
| 66                 | Edward Theuns (BEL)       | 54è                |
| 67                 | Otto Vergaerde (BEL)      | 68è                |

| Lotto-Soudal LTS | Lotto-Soudal LTS         | Lotto-Soudal LTS |
| ---------------- | ------------------------ | ---------------- |
| Núm              | Ciclista                 | Pos              |
| 71               | Victor Campenaerts (BEL) | 4t               |
| 72               | Cedric Beullens (BEL)    | 77è              |
| 73               | Florian Vermeersch (BEL) | 99è              |
| 74               | Arnaud De Lie (BEL)      | DNF              |
| 75               | Brent Van Moer (BEL)     | 51è              |
| 76               | Frederik Frison (BEL)    | DNF              |
| 77               | Tim Wellens (BEL)        | 37è              |

| Astana Qazaqstan Team AST | Astana Qazaqstan Team AST     | Astana Qazaqstan Team AST |
| ------------------------- | ----------------------------- | ------------------------- |
| Núm                       | Ciclista                      | Pos                       |
| 81                        | Gianni Moscon (ITA)           | DNF                       |
| 82                        | Manuele Boaro (ITA)           | 82è                       |
| 83                        | Leonardo Basso (ITA)          | DNF                       |
| 84                        | Yevgeniy Fedorov (KAZ) (ruta) | 84è                       |
| 85                        | Michele Gazzoli (ITA)         | DNF                       |
| 86                        | Davide Martinelli (ITA)       | DNF                       |
| 87                        | Artiom Zakhàrov (KAZ)         | 81è                       |

| Bahrain Victorious TBV | Bahrain Victorious TBV  | Bahrain Victorious TBV |
| ---------------------- | ----------------------- | ---------------------- |
| Núm                    | Ciclista                | Pos                    |
| 91                     | Heinrich Haussler (AUS) | 108è                   |
| 92                     | Jan Tratnik (SLO)       | 9è                     |
| 93                     | Filip Maciejuk (POL)    | 60è                    |
| 94                     | Jonathan Milan (ITA)    | NP                     |
| 95                     | Yukiya Arashiro (JPN)   | 59è                    |
| 96                     | Jasha Sütterlin (GER)   | 45è                    |
| 97                     | Fred Wright (GBR)       | 25è                    |

| Bora-Hansgrohe BOH | Bora-Hansgrohe BOH       | Bora-Hansgrohe BOH |
| ------------------ | ------------------------ | ------------------ |
| Núm                | Ciclista                 | Pos                |
| 101                | Sam Bennett (IRL)        | DNF                |
| 102                | Marco Haller (AUT)       | DNF                |
| 103                | Jonas Koch (GER)         | 63è                |
| 104                | Ryan Mullen (IRL) (ruta) | 91è                |
| 105                | Nils Politt (GER)        | 5è                 |
| 106                | Lukas Pöstlberger (AUT)  | DNF                |
| 107                | Danny van Poppel (NED)   | 33è                |

| Cofidis COF | Cofidis COF             | Cofidis COF |
| ----------- | ----------------------- | ----------- |
| Núm         | Ciclista                | Pos         |
| 111         | Bryan Coquard (FRA)     | 23è         |
| 112         | Piet Allegaert (BEL)    | 32è         |
| 114         | Wesley Kreder (NED)     | 55è         |
| 115         | Kenneth Vanbilsen (BEL) | 39è         |
| 116         | Jelle Wallays (BEL)     | DNF         |
| 117         | André Carvalho (POR)    | 62è         |

| EF Education-EasyPost EFE | EF Education-EasyPost EFE      | EF Education-EasyPost EFE |
| ------------------------- | ------------------------------ | ------------------------- |
| Núm                       | Ciclista                       | Pos                       |
| 121                       | Alberto Bettiol (ITA)          | DNF                       |
| 122                       | Stefan Bissegger (SUI)         | DNF                       |
| 123                       | Michael Valgren Andersen (DEN) | 73è                       |
| 124                       | Marijn van den Berg (NED)      | 90è                       |
| 125                       | Sebastian Langeveld (NED)      | 97è                       |
| 126                       | Jonas Rutsch (GER)             | 50è                       |
| 127                       | Thomas Scully (NZL)            | 102è                      |

| Groupama-FDJ GFC | Groupama-FDJ GFC           | Groupama-FDJ GFC |
| ---------------- | -------------------------- | ---------------- |
| Núm              | Ciclista                   | Pos              |
| 131              | Stefan Küng (SUI)          | 6è               |
| 132              | Lewis Askey (GBR)          | 40è              |
| 133              | Valentin Madouas (FRA)     | 11è              |
| 134              | Kevin Geniets (LUX) (ruta) | 67è              |
| 135              | Olivier Le Gac (FRA)       | 18è              |
| 136              | Fabian Lienhard (SUI)      | 53è              |
| 137              | Tobias Ludvigsson (SWE)    | DNF              |

| Intermarché-Wanty-Gobert Matériaux IWG | Intermarché-Wanty-Gobert Matériaux IWG | Intermarché-Wanty-Gobert Matériaux IWG |
| -------------------------------------- | -------------------------------------- | -------------------------------------- |
| Núm                                    | Ciclista                               | Pos                                    |
| 141                                    | Alexander Kristoff (NOR)               | 31è                                    |
| 142                                    | Aimé De Gendt (BEL)                    | 58è                                    |
| 143                                    | Julius Johansen (DEN)                  | 75è                                    |
| 144                                    | Andrea Pasqualon (ITA)                 | 12è                                    |
| 145                                    | Adrien Petit (FRA)                     | DNF                                    |
| 146                                    | Taco van der Hoorn (NED)               | DNF                                    |
| 147                                    | Kévin Van Melsen (BEL)                 | DNF                                    |

| Israel-Premier Tech IPT | Israel-Premier Tech IPT       | Israel-Premier Tech IPT |
| ----------------------- | ----------------------------- | ----------------------- |
| Núm                     | Ciclista                      | Pos                     |
| 151                     | Sep Vanmarcke (BEL)           | 101è                    |
| 152                     | Jenthe Biermans (BEL)         | NP                      |
| 153                     | Hugo Houle (CAN)              | 42è                     |
| 154                     | Taj Jones (AUS)               | DNF                     |
| 155                     | Guillaume Boivin (CAN) (ruta) | NP                      |

| Movistar Team MOV | Movistar Team MOV                 | Movistar Team MOV |
| ----------------- | --------------------------------- | ----------------- |
| Núm               | Ciclista                          | Pos               |
| 161               | Iván García Cortina (ESP)         | 34è               |
| 162               | Iñigo Elosegui (ESP)              | DNF               |
| 163               | Imanol Erviti Ollo (ESP)          | DNF               |
| 164               | Alexander Aranburu Deba (ESP)     | 85è               |
| 165               | Johan Jacobs (SUI)                | 24è               |
| 166               | Mathias Norsgaard Jørgensen (DEN) | 80è               |
| 167               | Max Kanter (GER)                  | DNF               |

| BikeExchange-Jayco BEX | BikeExchange-Jayco BEX    | BikeExchange-Jayco BEX |
| ---------------------- | ------------------------- | ---------------------- |
| Núm                    | Ciclista                  | Pos                    |
| 171                    | Dylan Groenewegen (NED)   | 107è                   |
| 172                    | Alexander Edmondson (AUS) | DNF                    |
| 173                    | Campbell Stewart (NZL)    | DNF                    |
| 174                    | Alexander Konychev (ITA)  | DNF                    |
| 175                    | Luka Mezgec (SLO)         | 36è                    |
| 176                    | Luke Durbridge (AUS)      | 64è                    |
| 177                    | Kelland O'Brien (AUS)     | 7è                     |

| Team DSM DSM | Team DSM DSM               | Team DSM DSM |
| ------------ | -------------------------- | ------------ |
| Núm          | Ciclista                   | Pos          |
| 181          | John Degenkolb (GER)       | 38è          |
| 182          | Kevin Vermaerke (USA)      | 93è          |
| 183          | Alberto Dainese (ITA)      | 103è         |
| 184          | Søren Kragh Andersen (DEN) | 17è          |
| 185          | Niklas Märkl (GER)         | DNF          |
| 186          | Joris Nieuwenhuis (NED)    | 48è          |
| 187          | Cees Bol (NED)             | DNF          |

| Arkéa-Samsic ARK | Arkéa-Samsic ARK       | Arkéa-Samsic ARK |
| ---------------- | ---------------------- | ---------------- |
| Núm              | Ciclista               | Pos              |
| 191              | Amaury Capiot (BEL)    | 13è              |
| 193              | Matis Louvel (FRA)     | 19è              |
| 194              | Christophe Noppe (BEL) | 86è              |
| 195              | Markus Pajur (EST)     | 83è              |
| 196              | Clément Russo (FRA)    | 35è              |
| 197              | Connor Swift (GBR)     | 56è              |

| TotalEnergies TEN | TotalEnergies TEN          | TotalEnergies TEN |
| ----------------- | -------------------------- | ----------------- |
| Núm               | Ciclista                   | Pos               |
| 201               | Edvald Boasson Hagen (NOR) | 52è               |
| 202               | Maciej Bodnar (POL)        | DNF               |
| 203               | Daniel Oss (ITA)           | 65è               |
| 204               | Geoffrey Soupe (FRA)       | DNF               |
| 205               | Niki Terpstra (NED)        | 21è               |
| 206               | Anthony Turgis (FRA)       | 72è               |
| 207               | Dries Van Gestel (BEL)     | DNF               |

| B&B Hotels-KTM BBK | B&B Hotels-KTM BBK     | B&B Hotels-KTM BBK |
| ------------------ | ---------------------- | ------------------ |
| Núm                | Ciclista               | Pos                |
| 211                | Jens Debusschere (BEL) | DNF                |
| 212                | Luca Mozzato (ITA)     | 44è                |
| 213                | Alexis Gougeard (FRA)  | 20è                |
| 214                | Julien Morice (FRA)    | 88è                |
| 215                | Victor Koretzky (FRA)  | 41è                |
| 216                | Jérémy Lecroq (FRA)    | DNF                |
| 217                | Jordi Warlop (BEL)     | DNF                |

| Sport Vlaanderen-Baloise SVB | Sport Vlaanderen-Baloise SVB | Sport Vlaanderen-Baloise SVB |
| ---------------------------- | ---------------------------- | ---------------------------- |
| Núm                          | Ciclista                     | Pos                          |
| 221                          | Alex Colman (BEL)            | DNF                          |
| 222                          | Gilles De Wilde (BEL)        | DNF                          |
| 223                          | Milan Fretin (BEL)           | DNF                          |
| 224                          | Jens Reynders (BEL)          | 78è                          |
| 225                          | Aaron Van Poucke (BEL)       | DNF                          |
| 226                          | Ward Vanhoof (BEL)           | 49è                          |
| 227                          | Aaron Verwilst (BEL)         | 74è                          |

| Bingoal Pauwels Sauces WB BWB | Bingoal Pauwels Sauces WB BWB | Bingoal Pauwels Sauces WB BWB |
| ----------------------------- | ----------------------------- | ----------------------------- |
| Núm                           | Ciclista                      | Pos                           |
| 231                           | Arjen Livyns (BEL)            | 47è                           |
| 232                           | Stanisław Aniołkowski (POL)   | DNF                           |
| 233                           | Mathijs Paasschens (NED)      | 76è                           |
| 234                           | Timothy Dupont (BEL)          | DNF                           |
| 235                           | Laurenz Rex (BEL)             | DNF                           |
| 236                           | Ludovic Robeet (BEL)          | DNF                           |
| 237                           | Attilio Viviani (ITA)         | DNF                           |

| Uno-X Pro Cycling Team UXT | Uno-X Pro Cycling Team UXT   | Uno-X Pro Cycling Team UXT |
| -------------------------- | ---------------------------- | -------------------------- |
| Núm                        | Ciclista                     | Pos                        |
| 241                        | Kristoffer Halvorsen (NOR)   | DNF                        |
| 242                        | William Blume Levy (DEN)     | DNF                        |
| 243                        | Tord Gudmestad (NOR)         | DNF                        |
| 244                        | Erik Nordsæter Resell (NOR)  | 79è                        |
| 245                        | Martin Bugge Urianstad (NOR) | DNF                        |
| 246                        | Anders Skaarseth (NOR)       | 96è                        |
| 247                        | Søren Wærenskjold (NOR)      | NP                         |